# Championnats du monde d'aquathlon 2024
Navigation
Édition précédente Édition suivante
Les championnats du monde d'aquathlon 2024, vingt-six édition des championnats du monde d'aquathlon,ont lieu le 25 août 2024 à Townsville en Australie. Ils sont organisés dans le cadre du Multisport World Championship qui réunit plusieurs championnats mondiaux de sports gérés par la World Triathlon.

## Résultats
| Distances course (kilomètres) | Distances course (kilomètres) | Distances course (kilomètres) |
| Course à pied                 | Natation                      | Course à pied                 |
| ----------------------------- | ----------------------------- | ----------------------------- |
| 2,5                           | 1                             | 2,5                           |

| Rang               | Athlète                      | Temps    |
| ------------------ | ---------------------------- | -------- |
| Médaille d'or      | Kevin Tarek Viñuela Gonzalez | 00:28:19 |
| Médaille d'argent  | Luke Bate                    | 00:28:19 |
| Médaille de bronze | Cristian Fernandez Nieto     | 00:28:31 |

| Rang               | Athlète          | Temps    |
| ------------------ | ---------------- | -------- |
| Médaille d'or      | Maryna Kyryk     | 00:32:17 |
| Médaille d'argent  | Claire Spicknall | 00:32:50 |
| Médaille de bronze | Kiara Mooney     | 00:33:13 |